# Виногради
Виногра̀ди е село в Югозападна България. То се намира в община Сандански, област Благоевград.

## География
Селото се намира на 4 километра от град Мелник, на 15 километра от град Сандански.

## История
До 1934 година името на селото е Манджово (Манджов, Манчов чифлик).
Според разказите на по-възрастните хора, жителите на Манджово идват от местността Суракево. Като причина за изоставянето на местността се изтъква чумата, която по това време върлувала в селото. За да се спасят от чумата хората запалват селото и различните фамилии се заселват на други места – Дзегвели (сега с. Зорница), Манчов чифлик (по-късно с. Манджово, а сега с. Виногради) и Дере Мислим (сега с. Лозеница). По време на стопанска дейност в местността Суракево, която сега се намира в землището на с. Хърсово, местните жители са попаднали на гробове. Няма данни за строежа на погребалните съоръжения, но пръснатите по терена късове от плочи показват, че се касае до гробове, изградени от плочи. С тях са свързани откритите надгробни плочи с бюстове, изложени в музея в гр. Сандански.
През XIX век е малко чифликчийско селище с чисто българско население и се числи към Мелнишката каза на Османската империя. Църквата „Свети Димитър“ е от края на XVIII – началото на XIX век. В „Етнография на вилаетите Адрианопол, Монастир и Салоника“, издадена в Константинопол в 1878 година и отразяваща статистиката на населението от 1873 година, Манов (Manof) е посочено като село с 6 домакинства, като жителите му са 25 българи.
В 1891 година Георги Стрезов пише за селото:
| „ | Манджово, чифлик разположен от другия бряг на реката срещу Чифлици. Местоположение и поминък същи. Надолу между двете села тече реката. Църква гръцка. Числото на къщите е речи равно с числото им в Чифлици: те са 40, българе. | “ |

Съгласно статистиката на Васил Кънчов („Македония. Етнография и статистика“) към 1900 година в Манчо Чифлик живеят 300 души, всички българи-християни. Според статистиката на секретаря на Българската екзархия Димитър Мишев („La Macédoine et sa Population Chrétienne“) в 1905 година християнското население на селото (Mantchovo) се състои от 360 българи екзархисти.
Начално училище в селото е открито през 1918 година.
Известни фамилии в селото са: Карадакови, Галинови, Чипови, Ноцкови, Митушеви, Балаянкови, Цирови.

## Население

### Етнически състав
Преброяване на населението през 2011 г.
Численост и дял на етническите групи според преброяването на населението през 2011 г.:
|                     | Численост |
| Общо                | 80        |
| Българи             | 78        |
| Турци               | -         |
| Цигани              | -         |
| Други               | -         |
| Не се самоопределят | -         |
| Неотговорили        | 2         |

## Редовни събития
- Съборът на село Виногради е на Голяма Богородица, или последната събота-неделя на месец август.
- Трифон зарезан се празнува от всички лозари и винари в селото на 1 февруари.

## Личности
Родени във Виногради
- Атанас Кацулов (1928 – 2017), български лекар;
- Валентин Ноцков, свещеник в църквата „Свети Иван Рилски“ в Чикаго;
- Димитър Тонев, директор на Ядрения институт към БАН;
- Илия Вичов, дългогодишен кмет, починал в началото на 1970-те години;
- Любен Божков (р. 1946), народен певец.